# Coloe Fossae
Le Coloe Fossae sono una struttura geologica della superficie di Marte.